# San Luca dipinge la Madonna col Bambino (El Greco)
San Luca dipinge la Madonna col Bambino è un dipinto a tempera e oro su tavola di El Greco realizzato circa nel 1567 e conservato nel Museo Benaki di Atene in Grecia.

## Storia

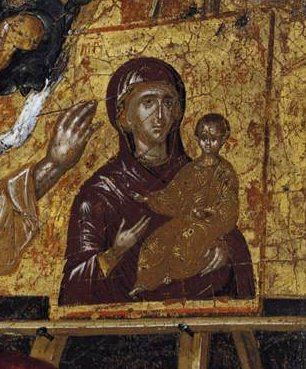
Dettaglio

Il dipinto è una delle prime opere di El Greco, assieme alla Dormizione della Vergine, realizzate quando era a Creta. È in gran parte danneggiato, ma si è conservata la firma del pittore: di Dominicos.

## Descrizione
Il dipinto mostra l'evangelista, medico e pittore San Luca e la Madonna col Bambino raffigurata come Odigitria, protettrice di Costantinopoli, nello stile tradizionale della pittura bizantina. Le innovazioni applicate di El Greco sono visibili nei motivi di sfondo: negli oggetti tridimensionali - un gabello rinascimentale, accessori per la pittura e nel motivo di un angelo che scende, premiando S. Luca con una corona d'alloro. Il pittore innesta elementi rinascimentali (tratti dalle stampe italiane) su composizioni bizantine.